# Clausophyidae
Famille
Les Clausophyidae sont une famille de siphonophores (hydrozoaires coloniaux pélagiques).

## Liste des genres
Selon World Register of Marine Species (19 janvier 2019) :
- genre Chuniphyes Lens & van Riemsdijk, 1908
- genre Clausophyes Lens & van Riemsdijk, 1908
- genre Crystallophyes Moser, 1925
- genre Heteropyramis Moser, 1925
- genre Kephyes Pugh, 2006